# Al Hunter
Alfonse Hunter (Greenville, 21 febbraio 1955) è un ex giocatore di football americano statunitense che ha militato nel ruolo di running back per tutta la carriera con i Seattle Seahawks della National Football League (NFL).

## Carriera
Hunter al college giocò a football a Notre Dame, vincendo il campionato NCAA nel 1973. Noto per essere stato il primo giocatore della storia ad essere scelto tramite il draft supplementare, giocò con i Seattle Seahawks per tutte le quattro stagioni in carriera e detiene ancora il record di franchigia per il maggior numero di ritorni di kickoff in una stagione da rookie.